# Amphisbaena cegei
Amphisbaena cegei este o specie de reptile din genul Amphisbaena, familia Amphisbaenidae, ordinul Squamata, descrisă de Montero, Sáfadez, Álvarez 1997. Conform Catalogue of Life specia Amphisbaena cegei nu are subspecii cunoscute.